# 매화도
매화도(梅花島)는 대한민국 전라남도 신안군 압해읍 매화리에 속하는 섬이다. 면적은 약 6.5 km2.